# Panorpa kimmingensis
Panorpa kimmingensis är en näbbsländeart som beskrevs av Fu och Hua 2009. Panorpa kimmingensis ingår i släktet Panorpa och familjen skorpionsländor. Inga underarter finns listade i Catalogue of Life.